# Goose Ligon
James T. "Goose" Ligon (Kokomo, Indiana, 22 de febrero de 1944 - Louisville, Kentucky, 17 de abril de 2004) fue un jugador de baloncesto estadounidense que disputó siete temporadas en la ABA, y una más en la AABA. Con 2,01 metros de estatura, jugaba en la posición de ala-pívot.

## Trayectoria deportiva

### High School
Jugó 3 temporadas en el instituto de su localidad natal, Kokomo, en las que anotó 1.900 puntos, batiendo el récord de la escuela. En su temporada júnior llevó a su equipo a conquistar el campeonato estatal, derrotando en la final a Manual, donde jugaban los gemelos Dick y Tom Van Arsdale. Ligon consiguió ese día 19 puntos y 13 rebotes.
Era un mal estudiante, a pesar de ello varias universidades se fijaron en él, acabando por enrolarse en la Universidad Estatal de Tennessee, un centro tradicionalmente para gente negra, pero solo estuvo unas semanas sin llegar a jugar en el equipo. Después de aquello, se unió a los Harlem Magicians, un equipo de exhibición, pero en diciembre de 1962 fue arrestado durante un partido en Oklahoma. Fue acusado de violar a una niña de 13 años. Ligon declaró que fue consensuado, pero fue enviado al Reformatorio del Estado de Indiana en Pendleton, donde permaneció 3 años y medio.

### Profesional
Tras cumplir condena, probó con los Indiana Pacers de la ABA, pero finalmente desestimaron su fichaje por temor a la reacción de su público. Pero el mismo mánager general de los Pacers le animó a presentarse a las pruebas de los Kentucky Colonels, con los que acabó fichando. Ya en su primera temporada fue uno de los jugadores más destacados del equipo, junto con Darel Carrier y Louie Dampier, promediando 16,2 puntos y 11,9 rebotes por partido.
Al año siguiente fue seleccionado para disputar el All-Star Game, en el que jugó 12 minutos, consiguiendo 3 puntos y 3 rebotes. Jugó dos temporadas más con los Colonels, hasta que mediada la temporada 1971-72 fue traspasado a los Pittsburgh Condors a cambio de Jimmy O'Brien. En su único año en el equipo sus estadísticas bajaron hasta los 7,2 puntos y 8,9 rebotes por partido.
Al término de la temporada el equipo desapareció, dándose lugar a un draft de dispersión, siendo elegido por los Virginia Squires, donde jugaría sus dos últimas temporadas como profesional, marcadas por las lesiones. Acabó su carrera como el decimosegundo máximo reboteador de la liga, con 4.720 rebotes.

## Estadísticas de su carrera en la ABA

### Temporada regular
| Temporada | Edad | Equipo             | Liga | Pos. | P   | TIT | MIN  | TC  | TCA  | %TC  | 3P  | 3PA | %3P  | 2P  | 2PA  | %2P  | TL  | TLA | %TL  | R.OF. | R.DEF. | REB  | ASIS | ROB | TAP | PER | FP  | PTS  |
| 1967-68   | 23   | Kentucky Colonels  | ABA  | PF   | 78  |     | 35.9 | 5.5 | 12.1 | .454 | 0.0 | 0.1 | .250 | 5.5 | 12.0 | .455 | 5.2 | 7.6 | .681 | 4.7   | 7.2    | 11.9 | 1.8  |     |     | 2.4 | 3.9 | 16.2 |
| 1968-69 ★ | 24   | Kentucky Colonels  | ABA  | PF   | 75  |     | 37.5 | 5.2 | 11.7 | .445 | 0.0 | 0.1 | .200 | 5.2 | 11.7 | .446 | 4.5 | 6.8 | .661 | 4.4   | 6.5    | 10.9 | 2.3  |     |     | 2.6 | 4.2 | 14.9 |
| 1969-70   | 25   | Kentucky Colonels  | ABA  | PF   | 84  |     | 37.3 | 6.0 | 11.9 | .507 | 0.0 | 0.0 | .000 | 6.0 | 11.9 | .508 | 3.4 | 5.3 | .645 | 4.8   | 8.3    | 13.0 | 2.3  |     |     | 2.5 | 4.3 | 15.5 |
| 1970-71   | 26   | Kentucky Colonels  | ABA  | PF   | 84  |     | 32.8 | 5.1 | 9.5  | .540 | 0.0 | 0.1 | .000 | 5.1 | 9.4  | .544 | 2.5 | 4.7 | .547 | 3.7   | 8.1    | 11.8 | 2.5  |     |     | 2.0 | 3.9 | 12.8 |
| 1971-72   | 27   | TOTAL              | ABA  | PF   | 82  |     | 28.5 | 2.6 | 5.2  | .498 | 0.0 | 0.1 | .167 | 2.6 | 5.1  | .502 | 1.7 | 2.6 | .650 | 2.8   | 5.7    | 8.5  | 2.0  |     |     | 1.5 | 3.2 | 6.9  |
| 1971-72   | 27   | Kentucky Colonels  | ABA  | PF   | 16  |     | 25.0 | 2.3 | 4.5  | .514 | 0.1 | 0.1 | .500 | 2.3 | 4.4  | .514 | 1.3 | 2.1 | .606 | 2.7   | 4.2    | 6.9  | 2.3  |     |     | 1.9 | 2.6 | 5.9  |
| 1971-72   | 27   | Pittsburgh Condors | ABA  | PF   | 66  |     | 29.4 | 2.7 | 5.4  | .494 | 0.0 | 0.1 | .000 | 2.7 | 5.3  | .500 | 1.8 | 2.8 | .658 | 2.8   | 6.1    | 8.9  | 1.9  |     |     | 1.5 | 3.4 | 7.2  |
| 1972-73   | 28   | Virginia Squires   | ABA  | PF   | 12  |     | 30.0 | 4.8 | 8.6  | .563 | 0.0 | 0.0 |      | 4.8 | 8.6  | .563 | 2.3 | 3.6 | .651 | 3.0   | 4.8    | 7.8  | 1.7  |     |     | 1.8 | 3.3 | 12.0 |
| 1973-74   | 29   | Virginia Squires   | ABA  | PF   | 19  |     | 18.9 | 1.9 | 4.5  | .435 | 0.0 | 0.1 | .000 | 1.9 | 4.4  | .440 | 1.0 | 1.3 | .760 | 2.4   | 2.6    | 5.0  | 0.6  | 0.5 | 0.5 | 1.3 | 2.3 | 4.9  |
| Total     |      |                    | ABA  |      | 434 |     | 33.5 | 4.8 | 9.8  | .487 | 0.0 | 0.1 | .125 | 4.7 | 9.7  | .490 | 3.3 | 5.1 | .643 | 4.0   | 6.9    | 10.9 | 2.1  | 0.5 | 0.5 | 2.1 | 3.8 | 12.8 |

### Playoffs
| Temporada | Edad | Equipo            | Liga | Pos. | P  | TIT | MIN  | TC  | TCA  | %TC  | 3P  | 3PA | %3P  | 2P  | 2PA  | %2P  | TL  | TLA | %TL  | R.OF. | R.DEF. | REB  | ASIS | ROB | TAP | PER | FP  | PTS  |
| 1967-68   | 23   | Kentucky Colonels | ABA  | PF   | 5  |     | 34.6 | 4.0 | 9.2  | .435 | 0.0 | 0.0 |      | 4.0 | 9.2  | .435 | 6.4 | 8.4 | .762 |       |        | 11.6 | 1.4  |     |     | 3.2 | 5.0 | 14.4 |
| 1968-69   | 24   | Kentucky Colonels | ABA  | PF   | 7  |     | 37.1 | 4.9 | 11.1 | .436 | 0.0 | 0.1 | .000 | 4.9 | 11.0 | .442 | 4.3 | 5.9 | .732 |       |        | 12.7 | 1.1  |     |     | 3.0 | 3.6 | 14.0 |
| 1969-70   | 25   | Kentucky Colonels | ABA  | PF   | 12 |     | 39.6 | 6.1 | 11.2 | .545 | 0.0 | 0.0 |      | 6.1 | 11.2 | .545 | 5.5 | 8.3 | .667 |       |        | 12.0 | 2.2  |     |     | 2.5 | 4.2 | 17.7 |
| 1970-71   | 26   | Kentucky Colonels | ABA  | PF   | 19 |     | 30.9 | 4.3 | 8.9  | .476 | 0.0 | 0.0 |      | 4.3 | 8.9  | .476 | 2.0 | 3.5 | .567 | 4.0   | 7.5    | 11.5 | 1.8  |     |     | 1.1 | 3.9 | 10.5 |
| 1973-74   | 29   | Virginia Squires  | ABA  | PF   | 3  |     | 7.7  | 1.0 | 3.7  | .273 | 0.0 | 0.7 | .000 | 1.0 | 3.0  | .333 | 0.0 | 0.0 |      | 0.7   | 1.3    | 2.0  | 0.0  | 0.0 | 0.3 | 1.3 | 1.7 | 2.0  |
| Total     |      |                   | ABA  |      | 46 |     | 33.0 | 4.6 | 9.5  | .481 | 0.0 | 0.1 | .000 | 4.6 | 9.5  | .484 | 3.6 | 5.4 | .667 | 3.5   | 6.7    | 11.2 | 1.7  | 0.0 | 0.3 | 2.0 | 3.9 | 12.8 |